# Semostrus tarsalis
Semostrus tarsalis is een hooiwagen uit de familie Manaosbiidae.